# 11号族
11号族（11ごうぞく、英: Family 11）とは、サラブレッドの牝系（母系）のひとつで、セントサイモン、バードキャッチャー、ウォーアドミラル等を輩出した一族である。牝祖はミス・ベティー・ダーシーズ・ペット・メア（Miss Betty D'Arcy's Pet Mare、17世紀末）、あるいはその母セドバリー・ロイヤル・メア（Sedbury Royal Mare）を始祖とすることもある。なお、セドバリー・ロイヤル・メアは13号族のオールド・グレー・ロイヤル（Old Grey Royal）と同一馬であるとの説があり、実際に元々のmtDNAハプロタイプは13号族と同じB2系統である。
代表馬は上記のほかにオーム、アカテナンゴ、レギュラス、ジャイアンツコーズウェイ、ピルサドスキー、サンダーガルチら。日本ではレダ、スターロッチ（とその子孫）、シンボリルドルフ、ミホノブルボン、ジャングルポケット、デュランダル、ファインモーション、フェノーメノ等々。

## 牝系図
- Sedbury Royal Mare -- F-No.11
  - Miss Betty D'Arcy's Pet Mare
    - Grey Wilkes（Old Hautboy）
      - Snake Mare（1713, Snake）
        - Grey Robinson（1723, Bald Galloway）
          - Godolphin Arabian Mare（1743, Godolphin Arabian）
            - Coquette（1765, Compton Barb）
              - Camilla（1778, Trentham）
                - Young Camilla（1787, Woodpecker） -- F-No.11-b
                  - Mandane（1800, Potoooooooo） -- F-No.11-g

                - Colibri（1793, Woodpecker）
                  - Princess（1799, Precipitate）
                    - Haphazard Mare（1816, Haphazard）
                      - Scratch（1820, Selim） -- F-No.11-a
                      - Scandal（1822, Selim） -- F-No.11-e

                - Catherine（1795, Woodpecker）
                  - Slipper（1801, Precipitate）
                    - Rubens Mare（1817, Rubens）
                      - Lady's Slipper（1824, Waxy Pope）
                        - Cytherea（1839, Camel）
                          - Beauty（1849, Lanercost）
                            - Nutbush（1858, Filbert）
                              - Hazlebush（1872, Cathedral）
                                - Kermesse（1879, Cremorne） -- F-No.11-f

                - Jerboa（1803, Gohanna） -- F-No.11-c

            - Snap Mare（1766, Snap）
              - Heroine（1775, Hero）
                - Young Heroine（1781, Bagot）
                  - Flight（1809, Escape） -- F-No.11-d